# Hans Weisbrod (Unternehmer)
Hans Fritz Weisbrod (* 7. Mai 1902 in Weinheim; † nach 1967) war ein deutscher Gummiwarenfabrikant.

## Werdegang
Weisbrod wurde als Sohn des Weinheimer Fabrikanten Karl Friedrich Weisbrod und der Hertha Wehn geboren. Er studierte an der Technischen Hochschule Braunschweig. Im Sommersemester 1923 wurde er dort Mitglied des Corps Teutonia-Hercynia. Nach dem Tod seines Vaters im Februar 1934 übernahm er gemeinsam mit Schwager Hans Freyberg die Leitung Weinheimer Gummiwarenfabrik Weisbrod & Seifert. Das Unternehmen expandierte in der Folge beträchtlich. 1950 wurde in Viernheim ein Zweigwerk errichtet, in Pfungstadt wurde die Rex-Gummiwarenfabrik übernommen.

## Ehrungen
- 1967: Verdienstkreuz 1. Klasse der Bundesrepublik Deutschland
- Das Corps Teutonia-Hercynia Braunschweig ernannte ihn zum Ehrenburschen.